# Aeschynomene katangensis
Aeschynomene katangensis är en ärtväxtart som beskrevs av De Wild. Aeschynomene katangensis ingår i släktet Aeschynomene och familjen ärtväxter.

## Underarter
Arten delas in i följande underarter:
- A. k. katangensis
- A. k. sublignosa